# Nội nhiệt
Nội nhiệt là nhiệt lượng có ở bên trong các thiên thể, chẳng hạn như sao, sao lùn nâu, hành tinh, mặt trăng, hành tinh lùn, và thậm chí cả các tiểu hành tinh như Vesta (đã từng xảy ra trong lịch sử sớm của Hệ Mặt trời). Nhiệt lượng đó sinh ra do nhiều nguyên nhân: Do sự co dưới tác dụng của lực hấp dẫn (cơ chế Kelvin-Helmholtz), phản ứng tổng hợp hạt nhân, sấy nóng do thủy triều (Tidal heating), nhiệt tỏa ra do vật chất hóa rắn trong lõi thiên thể (nhiệt tỏa ra khi kết tinh), và do phân rã phóng xạ.
Lượng nhiệt nội phụ thuộc vào khối lượng thiên thể. Các thiên thể nặng hơn thì tỷ lệ giữa khối lượng trên diện tích bề mặt lớn hơn, và do đó sự thất thoát nhiệt thấp hơn, hay khả năng lưu giữ nhiệt nội lớn hơn. Nội nhiệt lớn làm các thiên thể nóng lên và hoạt động.

## Thiên thể nhỏ
Trong giai đoạn đầu của hệ Mặt trời, các đồng vị phóng xạ có chu kỳ bán rã vào cỡ vài triệu năm (như nhôm-26 và sắt-60) đang đủ giàu để tạo ra nhiệt đủ để gây ra sự tan chảy bên trong của một số vệ tinh và ngay cả một số tiểu hành tinh, như Vesta đã nói ở trên.
Sau khi các đồng vị phóng xạ này đã bị phân hủy xuống mức hàm lượng còn lại không đáng kể, nhiệt do các đồng vị phóng xạ sống lâu (như kali-40, thori-232 và urani-235 và urani-238) không đủ để giữ cho các thiên thể tan chảy trừ khi chúng có nguồn thay thế của sấy nóng bên trong, chẳng hạn như sấy nóng do thủy triều. Do đó thiên thể như Mặt Trăng của Trái đất không có nguồn nhiệt thay thế nào nên đang chết về mặt địa chất. Trong khi vệ tinh nhỏ như Enceladus có nhiệt thủy triều đủ nóng (hoặc ít nhất nó có gần đây) và một số lò phóng xạ còn lại vẫn có thể duy trì hoạt động và núi lửa ẩn (Cryovolcanism) có thể phát hiện được qua quan sát trực tiếp.